# Aeolosomatidae
Aeolosomatidae är en familj av ringmaskar. Aeolosomatidae ingår i ordningen Sabellida, klassen havsborstmaskar, fylumet ringmaskar och riket djur.
Familjen innehåller bara släktet Aeolosoma.

## Bildgalleri

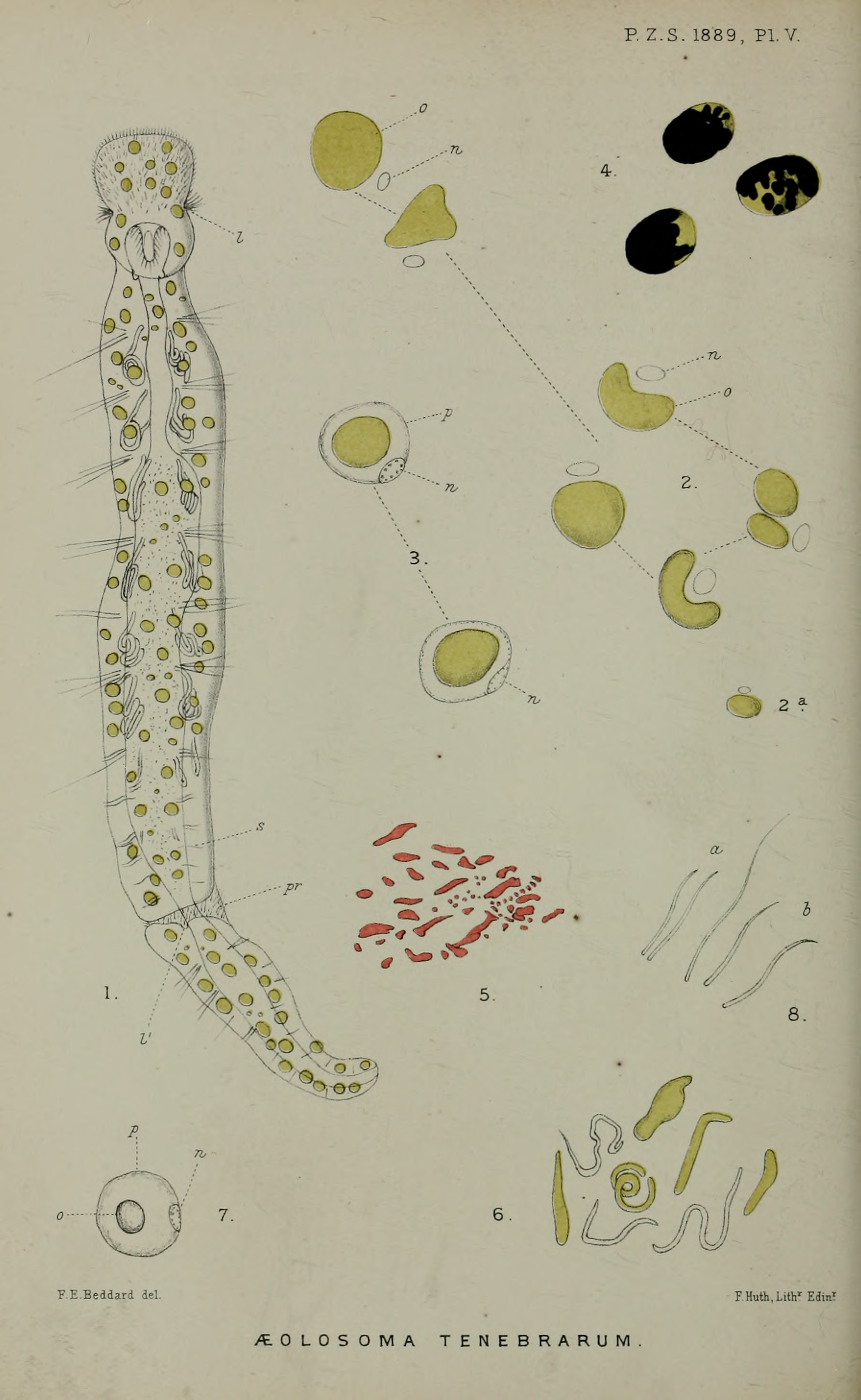
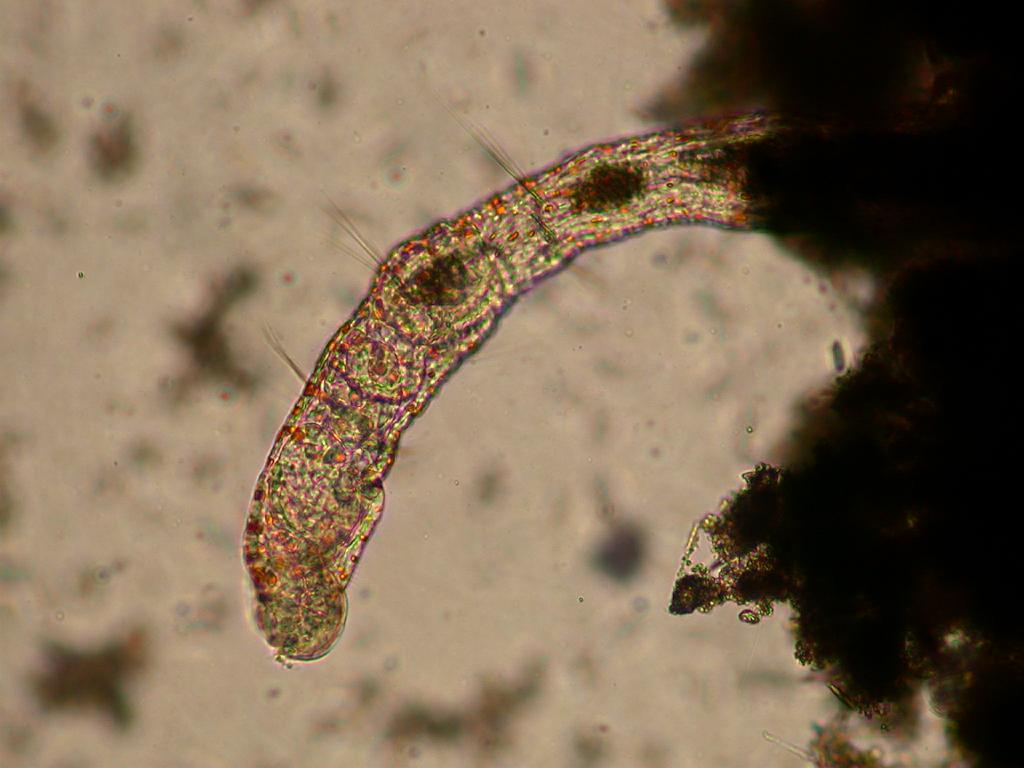